# Monster Musume no Iru Nichijō
Monster Musume no Iru Nichijō (モンスター娘のいる日常 Monsutā Musume no Iru Nichijō?, lit. Vida diaria con chicas monstruo) es una serie de manga escrita e ilustrada por Okayado. Una adaptación a serie de anime se emitió entre julio y septiembre de 2015, y un juego para PC basado en la serie fue lanzado el 21 de diciembre de 2015.
El manga es publicado concurrentemente en Japón por la editorial Tokuma Shoten en su revista Monthly Comic Ryū, con los capítulos recolectados e impresos dentro de veinte volúmenes tankōbon hasta la fecha. La historia se desenvuelve alrededor de Kurusu Kimihito, cuya vida está a punto de cambiar y sumirse en el caos total, después de ser involucrado accidentalmente dentro del programa "Intercambio Cultural Interespecies".

## Sinopsis
Durante años, el gobierno japonés ha mantenido un secreto: criaturas míticas como los centauros, harpías, y lamias son reales. Tres años antes de empezar la historia, el gobierno reveló la existencia de estas criaturas y les otorgó una licencia de pase legal, el "Acta de intercambio cultural interespecies". Desde entonces, estas criaturas, conocidas como "liminals" o "extra-especies", se han convertido en una parte de la sociedad humana, viviendo con familias normales como estudiantes extranjeros de intercambio y visitantes au pair, pero con otros derechos y ciertas restricciones (la restricción principal es que liminals y seres humanos tienen prohibido hacerse daño los unos a los otros).
Kurusu Kimihito no se ofreció inicialmente para el programa de intercambio, pero cuando observa atónito que la Sra. Smith le entrega a la asustada y avergonzada Miia en su puerta por accidente, él no tiene corazón como para negarle un techo y empiezan a vivir juntos. En el transcurso de la historia, Kimihito reúne y da cobijo a otras liminals hembra, cada una de una especie diferente. Algunas llegan más o menos por accidente, algunas se ven obligadas a estar con él por la Sra. Smith o forzadas por sí mismas, y en poco tiempo él se encuentra en un ambiente agitado en el que se esfuerza por vivir en armonía con sus nuevas compañeras de casa, mientras hace frente a sus constantes avances y a los dramas sobre ayudarlas a desenvolverse en el mundo humano. La situación adquiere un nuevo giro después de que se les notifique a las chicas que debido a los cambios previstos en la ley sobre las relaciones humano-liminals, se espera, a modo de prueba, que Kimihito se case con una de las chicas, aumentando así entre estas inquilinas la competencia por su atención.

## Personajes

### Humanos
Kurusu Kimihito (来留主 公人 Kimihito Kurusu?)
Seiyū: Junji Majima
Es un estudiante japonés normal con un trabajo a tiempo parcial que vive en casa de sus padres, con todos los sueños y sentimientos que tienen los jóvenes. Sus padres están temporalmente fuera (trabajando en el extranjero), y que sólo se pueden ver con impotencia como la Sra. Smith remodela su casa una y otra vez para dar cabida a cada recién llegado. Él parece sobresalir en ciertas tareas y actividades del hogar. Nadie de los otros personajes llaman a Kimihito por su nombre real, a excepción de la Sra. Smith en el primer capítulo. Las chicas parecen caer en el amor con él, simplemente porque él es agradable, amable y modesto, y debido a que trata a las chicas "monstruo" como chicas normales, no como exóticos o peligrosos monstruos, tiene una naturaleza muy paciente, pero a largo de la historia sufre mucho, y él acepta ser puesto a la Sra. Smith (y más tarde las chicas del escuadrón MON) con buena gracia, pero él se preocupa mucho de sus huéspedes.
Kuroko Smith (墨須 黒子 Smith Kuroko?)
Seiyū: Yū Kobayashi
Conocida como Ms. Smith (墨須, Sumisu), es una de las coordinadoras del programa de intercambio de extraespecies. Ella es una agente muy perezosa y siempre perdiendo el tiempo, siempre que sea posible, dejando sus trabajos y responsabilidades a los demás, nunca admite sus errores, olvidando de informar a la gente acerca de información de gran importancia, considerándose a sí misma muy mal pagada y el exceso de trabajo que tiene que realizar, el consumo de grandes cantidades de café (especialmente del café de Kimihito, a pesar de que le dice que es instantánea), etc. Ella también tiene una poderosa presencia (suficiente, como por ejemplo, ser capaz de aterrorizar completamente Kimihito (y más tarde a Lala) simplemente sonriendo con una voz amenazante). 
Ella tiende a comportarse amable y tratar de forma burlesca a Kimihito, también parece tener un gran aprecio por él debido a que puede sobrevivir día a día con las chicas que viven con él en su casa. Sin embargo, eso no le ha impedido asignar extraespecies para que vayan a vivir con él o tener su casa remodelando varias veces para dar cabida a las chicas monstruo que viven allí.
Su nombre nunca se menciona en el manga pero puso de manifiesto a través de la mercancía oficial, este es Kuroko (黒子). Ella llama a Kimihito Darling (cariño en español) (だぁりんクン, Darin-kun), aunque con sarcasmo y burla.

### Chicas monstruo
Miia (ミーア  Mīa?)
Seiyū: Sora Amamiya
Ella es una lamia (parte humana, parte serpiente), la primera chica monstruo que empieza a vivir con Kimihito. Ella tiene alrededor de 8 metros de largo, pero siempre se mueve con su frente erguida, por lo que parece tener altura humana normal. Tiene el pelo rojo, ojos dorados con pupilas verticales y piel humana pálida, y su parte de serpiente tiene escamas de cobre con un vientre de crema rosácea (la punta de su cola es particularmente sensible). A diferencia de las serpientes que no tienen oído externo visual, Miia tiene grandes orejas triangulares y escamosas. Ella es un poikilotherm, que la hace tener somnolencia por las mañanas o cuando hay frío y puede ser considerablemente peligroso para ella si ella entra en agua fría. Ella tiene una personalidad agradable y alberga un agolpamiento muy fuerte (tanto figurativa y literalmente, considerando que su especie es del tipo constrictor) en Kimihito. En realidad al borde de la obsesividad: todos lamia son mujeres - que necesitan un macho humano para la procreación y son muy apasionadas por sus parejas. En el capítulo 27, se revela que la razón original de Miia para estudiar en el extranjero era encontrar un "marido tribal" para su pueblo natal: la costumbre lamia era que un varón humano fuera "coaccionado" (tomado en contra de su voluntad) para ser compartido entre todas las lamias, pero cuando el Acuerdo de Intercambios entre Especies fue promulgado y las leyes fueron aprobadas protegiendo a los humanos de las estraespecies, ese método tuvo que ser abandonado. Sin embargo, después de conocer a Kimihito, Miia se enamoró locamente de él. También se revela (por la madre de Miia) que en algún momento el padre de Miia escapó de la tribu lamia. Ella es la principal candidata para casarse con Kimihito, ella está a menudo en conflicto con las otras chicas. Ella no es una buena ama de casa y una cocinero terrible; En varias ocasiones, accidentalmente le da a los demás miembros del hogar intoxicación alimentaria, debido a que su sentido del gusto es mucho más débil que el de un ser humano y su uso frecuente de ingredientes "alternativos" (pero inapropiados).
En el capítulo 43, gracias a una recomendación del sacerdote por quien Ils Nineta trabaja, obtiene un trabajo de medio tiempo como doncella de santuario en un santuario cerca de la casa de Kimihito, donde gracias a que las serpientes son consideradas de muy buena suerte en Japón.

## Medios de comunicación

### Manga
Los capítulos del manga de Monster Musume están escritos e ilustrados por Okayado. o.
 Son publicados en la revista Monthly Comic Ryū de Tokuma Shoten desde el 19 de marzo de 2012. El primer volumen tankōbon fue publicado el 13 de septiembre de 2012.
Una antología de cuatro paneles con dos volúmenes cuya historia fue hecha por Shake-O (Hitomi-sensei no Hokenshitsu), SaQ Tottori (Kyōkai Senjō no Limbo), y Cool-Kyou-Sinnjya (Danna ga Nani o Itteiru ka Wakaranai Ken, Komori-san wa Kotowarenai!), titulada Monster Musume: I ♥ Monster Girls" (モンスター娘のいる日常　4コマアンソロジー Monsutā Musume no Iru Nichijō 4 Koma Ansorojī,?, lit.: Vida Diaria con Chicas Monstruo Antología 4-Koma) que fue publicado por Tokuma Shoten entre agosto y septiembre de 2015.

#### Lista de volúmenes
La serie ha sido compilada en veintevolúmenes.
| Núm. | Fecha de publicación     | ISBN                    |
| ---- | ------------------------ | ----------------------- |
| 1    | 13 de septiembre de 2012 | ISBN 978-4-19-950306-1  |
| 2    | 13 de febrero de 2013    | ISBN 978-4-19-950324-5  |
| 3    | 13 de julio de 2013      | ISBN 978-4-19-950347-4  |
| 4    | 13 de noviembre de 2013  | ISBN 978-4-19-950362-7  |
| 5    | 13 de marzo de 2014      | ISBN 978-4-19-950386-3  |
| 6    | 13 de septiembre de 2014 | ISBN 978-4-19-950412-9  |
| 7    | 13 de marzo de 2015      | ISBN 978-4-19-950441-9  |
| 8    | 12 de agosto de 2015     | ISBN 978-4-19-950465-5  |
| 9    | 13 de febrero de 2016    | ISBN 978-4-19-950492-1  |
| 10   | 13 de junio de 2016      | ISBN 978-4-19-950513-3  |
| 11   | 12 de noviembre de 2016  | ISBN 978-4-19-881089-4  |
| 12   | 13 de abril de 2017      | ISBN 978-4-19 9505-60-7 |
| 13   | 13 de octubre de 2017    | ISBN 978-4-19-950590-4  |
| 14   | 13 de junio de 2018      | ISBN 978-4-19-950630-7  |
| 15   | 13 de junio de 2019      | ISBN 978-4-19-9506-56-7 |
| 16   | 12 de junio de 2020      | ISBN 978-4-19-950708-3  |
| 17   | 11 de junio de 2021      | ISBN 978-4-19-950742-7  |
| 18   | 13 de febrero de 2023    | ISBN 978-4-19-950802-8  |
| 19   | 13 de marzo de 2024      | ISBN 978-4-19-950848-6  |
| 20   | 13 de marzo de 2025      | ISBN 978-4-19-950899-8  |

#### Monster Musume: I ♥ Monster Girls
| Núm. | Fecha de publicación     | ISBN                   |
| ---- | ------------------------ | ---------------------- |
| 1    | 12 de agosto de 2015     | ISBN 978-4-19-950467-9 |
| 2    | 12 de septiembre de 2015 | ISBN 978-4-19-950469-3 |
| 3    | 13 de febrero de 2016    | ISBN 978-4-19-950494-5 |
| 4    | 13 de febrero de 2016    | ISBN 978-4-19-950495-2 |
| 5    | 13 de febrero de 2020    | ISBN 978-4-19-950697-0 |
| 6    | 13 de febrero de 2020    | ISBN 978-4-19-950698-7 |

### Anime
En septiembre de 2014, el sitio web de Monster Musume hizo una serie de encuestas preguntándole a los lectores si les gustaría que obtuviera una adaptación a anime. Tras esto, en marzo se anunció que una serie de televisión se comenzaría a emitir en julio de 2015. La serie, dirigida por Tatsuya Yoshihara y escrita por Kazuyuki Fudeyasu, es animada por los estudios de animación Lerche y Seva. El reparto está protagonizado por Junji Majima como la voz de Kurusu kimihito, Sora Amamiya como Miia, Ari Ozawa como Papi, Natsuki Aikawa como Centorea, Mayuka Nomura como Suu, Haruka Yamazaki como Mero, Sakura Nakamura como Rachnera, Ai Kakuma como Lala, Yū Kobayashi como la Sra. Smith, Momo Asakura como Manako, Rei Mochizuki como Zombina, Yurika Kubo como Tionisia, y Saori Ōnishi como Doppel. El opening, titulado "Saikōsoku Fall in Love" (最高速 Fall in Love, lit. "La Mas Alta Velocidad se Enamora"), es interpretado por las Seiyū de Miia, Papi, Centorea, Suu, Mero, y Rachnera; y el ending, "Hey! Smith!!" (Hey!スミス!! Hey! Sumisu!!), es interpretado por las Seiyū de la señora Smith, Manako, Tionishia, Zombina, y Doppel.
La serie se emitió en Japón en Tokyo MX, SUN, KBS, BS11, y AT-X. Es acompañado por una serie de cortos de anime, titulada Hobo Mainichi OO! Namappoi Dōga, los cuales son transmitidos semi-diariamente en el sitio de videos japoneses Niconico, la cual también transmite la serie regular. Los cortos están disponibles por un periodo de 24 horas, con una compilación de episodios siendo transmitida los fines de semana.
La serie fue transmitida por Daisuki en América Central y América Latina, Indonesia, Singapur, Tailandia y las Filipinas . La serie también fue estrenada vía streaming por Crunchyroll en Estados Unidos, Canadá, el Reino Unido, Irlanda, Sudáfrica, Australia, Nueva Zelanda, Latinoamérica, Holanda, Escandinavia, y Turquía. La serie ha sido licenciada por Sentai Filmworks en América del Norte.
Una OVA fue publicada con el decimoprimer volumen del manga el 12 de noviembre de 2016. Fue dirigida por Tatsuya Yoshihara y escrita por Kazuyuki Fudeyasu, con animación se Seva. La OVA adaptara el capítulo 17 del manga, el cual está incluido en el cuarto volumen tankōbon.
Arvo animation será la encargada de producir el spin off de Monster Musume, la serie se estrenará el próximo mes de julio de 2020.

#### Lista de episodios
| Núm.     | Título | Fecha de emisión         |
| -------- | --- | ------------------------ |
| 1        | "Vida diaria con una lamia" "Ramia no Iru Nichijō" (ラミアのいる日常)                                              | 7 de julio de 2015       |
| 2        | "Vida diaria con una harpía y una centauro" "Hāpī to Kentaurosu no Iru Nichijō" (ハーピーとケンタウロスのいる日常) | 14 de julio de 2015      |
| 3        | "Vida diaria bajo circunstancias peligrosas" "Abunai Jijō na Nichijō" (アブない事情な日常)                         | 21 de julio de 2015      |
| 4        | "Vida diaria con una limo" "Suraimu no Iru Nichijō" (スライムのいる日常)                                           | 28 de julio de 2015      |
| 5        | "Vida diaria con una sirena" "Ningyo no Iru Nichijō" (人魚のいる日常)                                              | 4 de agosto de 2015      |
| 6        | "Vida diaria con muda de piel y puesta de huevos" "Dappi to Sanran Suru Nichijō" (脱皮と産卵する日常)              | 11 de agosto de 2015     |
| 7        | "Vida diaria con MON y una Aracne" "MON to Arakune no Iru Nichijō" (MONとアラクネのいる日常)                       | 18 de agosto de 2015     |
| 8        | "Vida diaria con un resfriado" "Taichō Furyō na Nichijō" (体調不良な日常)                                          | 25 de agosto de 2015     |
| 9        | "Vida diaria con cartas de amenaza" "Kyōhakujō ga Kita Nichijō" (脅迫状が来た日常)                                 | 1 de septiembre de 2015  |
| 10       | "Vida diaria con D" "D no Iru Nichijō" (Dのいる日常)                                                               | 8 de septiembre de 2015  |
| 11       | "Vida diaria con una dullahan" "Dyurahan no Iru Nichijō" (デュラハンのいる日常)                                    | 15 de septiembre de 2015 |
| 12       | "Vida diaria con las chicas monstruo" "Monsutā Musume-tachi no Iru Nichijō" (モンスター娘たちのいる日常)           | 22 de septiembre de 2015 |
| 13 (OVA) | "Vida diaria en la piscina" "Jimu de Pūru na Nichijō" (ジムでプールな日常)                                         | 12 de noviembre de 2016  |
| 14 (OVA) | "Vida diaria cuando Rachnera desaparece" "Rakunera ga Inaku Naru Nichijō" (ラクネラがいなくなる日常)               | 13 de abril de 2017      |

### Videojuego
Coincidiendo con la emisión del primer capítulo del anime fue anunciado que un juego en línea de PC basado en la serie sería publicado por DMM Games en 2015. El juego fue publicado el 21 de diciembre de 2015. el videojuego fue cerrado a finales del 2016

## Recepción
Hasta octubre de 2014, se había logrado vender más de un millón de copias de los volúmenes tankōbon. Todos los volúmenes de la adaptación del manga al inglés aparecieron en los primeros lugares en ventas según la lista de manga más vendidos de New York Times.